# Alone in the Dark: Illumination
Alone in the Dark: Illumination è un videogioco d'azione sparatutto in terza persona del 2015 e secondo reboot, dopo The New Nightmare, della serie Alone in the Dark ideata da Frédérick Raynal nel 1992. Similmente al precedente reboot, questo titolo è ambientato in epoca moderna e due dei personaggi proposti sono discendenti dei protagonisti originali del primo capitolo.

## Trama
La Deluge Multinational Company, sotto la direzione del miliardario Mitch Preston, acquista e riavvia la miniera di carbone in disuso a Lorwich, Virginia. Nel corso dell'anno successivo dalla cittadina iniziarono a giungere voci di attacchi da parte di strani animali e bizzarri incidenti, fino al punto in cui tutti i contatti con Lorwich cessarono completamente. Una settimana dopo quattro viaggiatori raggiungono il posto, ognuno con i propri obiettivi:
- Theodore "Ted" Carnby (Il Cacciatore): discendente dell'originale Edward Carnby, raggiunge Lorwich poiché assunto per risolvere il caso di sparizioni umane nella zona. Si presume sia o il vero Carnby, ancora in vita grazie alla pietra filosofale, o il protagonista di The New Nightmare.[senza fonte].
- Sara "Celeste" Hartwood (La Strega): discendente dell'originale Emily Hartwood, raggiunge Lorwich alla ricerca delle sue sorelle streghe scomparse nei pressi della cittadina.
- Padre Henry Giger (Il Prete): Prete al servizio della santa sede, viene inviato a Lorwich ad indagare su una possibile possessione satanica del luogo.
- Gabriella Saunders (L'Ingegnere): nipote dell'originale Grace Saunders, salvata da Edward Carnby nel secondo capitolo della serie; si reca a Lorwich per cercare suo padre, un ex-dipendente della Deluge Multinational Company scomparso alla vigilia del suo matrimonio.

Da lì, il gruppo attraversa una vecchia fabbrica elettrica sino a giungere nel luogo ove sta venendo ultimata la cerimonia per l'evocazione del Grande Cthulhu. Pur distruggendo l'ultimo Obelisco della Luce che gli dona energia, i quattro non riescono ad impedire che l'orrore cosmico si risvegli e si ritrovano ad affrontarlo.

## Modalità di Gioco
Il gioco prende particolare ispirazione da titoli come Alan Wake's American Nightmare e Left 4 Dead 2, copiandone le caratteristiche principali e il gameplay. Dopo aver selezionato uno dei quattro personaggi, il giocatore dovrà sopravvivere alle infinite ondate di nemici mentre tenta di recuperare oggetti che gli permetteranno di avanzare nella storia. Ogni personaggio scelto ha le proprie abilità e vantaggi: il Cacciatore può utilizzare con più efficacia le armi da fuoco, la Strega può usare la magia nera, il Prete utilizzerà la sua fede per illuminare i nemici e l'Ingegnere è in grado di costruire armi più potenti. 
I nemici del gioco sono totalmente immuni alle armi da fuoco e alla magia finché rimangono al buio, illuminati con la luce ambientale questi diverranno finalmente vulnerabili e subiranno danni ingenti; anche se il cacciatore ha una luce posta sopra il proprio fucile, questa non ha alcun effetto sui nemici. A differenza dei capitoli precedenti, sia originali che spin-off, è l'unico nel quale non è presente una schermata di inventario e non è possibile raccogliere nuove armi: queste verranno automaticamente sbloccate quando un dato personaggio raggiunge un determinato livello.

## Sviluppo
Il gioco è stato sviluppato da Pure FPS con il nome di Alone in the Dark per un periodo di tempo indeterminato e doveva essere il remake dell'omonimo capostipite della serie. Originariamente annunciato per Maggio 2014, venne posticipato al 20 agosto per essere presentato al PAX East dello stesso anno. Il canale YouTube ufficiale ha suggerito che il nome originale del gioco sarebbe stato Alone in the Dark: Online prima di stabilire il titolo finale. Il gioco è entrato in un test alpha chiuso a metà agosto ed è entrato in beta più avanti in autunno. L'accesso alla beta era disponibile per un periodo di tempo limitato per i giocatori che avevano preordinato il titolo da rivenditori selezionati. Il gioco è stato pubblicato l'11 giugno 2015. L'aggiornamento estivo del 2016 ha introdotto aggiornamenti al sistema di obiettivi, abilità e progressione dei giocatori, comportamento dei mostri e un voiceover per tutto il testo narrativo. 

## Accoglienza
Alla sua prima uscita, il titolo ricevette un'accoglienza alquanto negativa. Hooked Gamers gli ha dato un punteggio di 1,5 su 10, affermando che "Alone in the Dark è morto, e ora i fan condividono il compito di seppellirlo e cercare di conservare i bei ricordi. Alone In The Dark: Illumination sembra cercare di essere un ibrido tra Left 4 Dead 2 e Resident Evil 6 , senza fare assolutamente nulla di giusto e preferendo fare tutto di sbagliato".
Multiplayer.it da al gioco un punteggio di 4/10 affermando che "parte da un'idea interessante, dotata di un certo potenziale, ma la mette in pratica in modo pessimo"; Lorenzo Morlunghi di Everyeye invece si accanisce sul titolo dandogli un voto ND affermando "[...] è un gioco mal realizzato sotto tutti i punti di vista. È un prodotto di una bruttezza spicciola e dimenticabile, quasi patetica: non di quella bruttezza invece estrema e eccessiva che certi capolavori del trash videoludico cavalcano alla grande (da Rambo: The Videogame a Raven's Cry). Siamo di fronte a un titolo noioso, ingiocabile e senza un'anima, composto assemblando una serie di elementi difficili da amalgamare che formano un ammasso indistinto indigeribile e inguardabile".
Sul sito aggregatore di recensioni Metacritic detiene un voto pari a 19/100 con dicitura "Overwhelming Dislike" (traducibile come Disprezzo Schiacciante); anche se è riuscito ad intrattenere una piccolissima fetta di giocatori, il titolo viene ricordato come il peggiore della serie da parte di Critica e Pubblico.